# Emphysomera truncatus
Emphysomera truncatus là một loài ruồi trong họ Asilidae. Emphysomera truncatus được Joseph & Parui miêu tả năm 1984.